# Foersteria polonoca
Foersteria polonoca är en stekelart som beskrevs av Josef Fahringer 1934. Foersteria polonoca ingår i släktet Foersteria och familjen bracksteklar. Inga underarter finns listade i Catalogue of Life.